# Grażyna Prokopek
Grażyna Prokopek (* 20. April 1977 in Zalewo) ist eine polnische Sprinterin.
Bei den Europameisterschaften 2002 in München belegte Grażyna Prokopek in 51,53 Sekunden den vierten Platz im 400-Meter-Lauf. Ihre Bestleistung von 51,29 Sekunden stellte sie bei den Olympischen Spielen 2004 in Athen auf, für eine Finalteilnahme reichte diese Zeit jedoch nicht. Ihre großen Erfolge konnte sie allerdings mit der polnischen 4-mal-400-Meter-Staffel erzielen:
- 2001: Platz 7 Weltmeisterschaften in Edmonton
- 2002: Platz 2 Halleneuropameisterschaften
- 2002: Platz 3 Europameisterschaften in München
- 2003: Platz 5 Weltmeisterschaften in Paris/Saint-Denis
- 2004: Platz 4 Hallenweltmeisterschaften in Budapest
- 2004: Platz 5 Olympische Spiele
- 2005: Platz 4 Weltmeisterschaften in Helsinki
- 2006: Platz 4 Hallenweltmeisterschaften in Moskau
- 2006: Platz 3 Europameisterschaften in Göteborg

Grażyna Prokopek ist 1,68 m groß und wiegt 55 kg.